# Sopa de miso

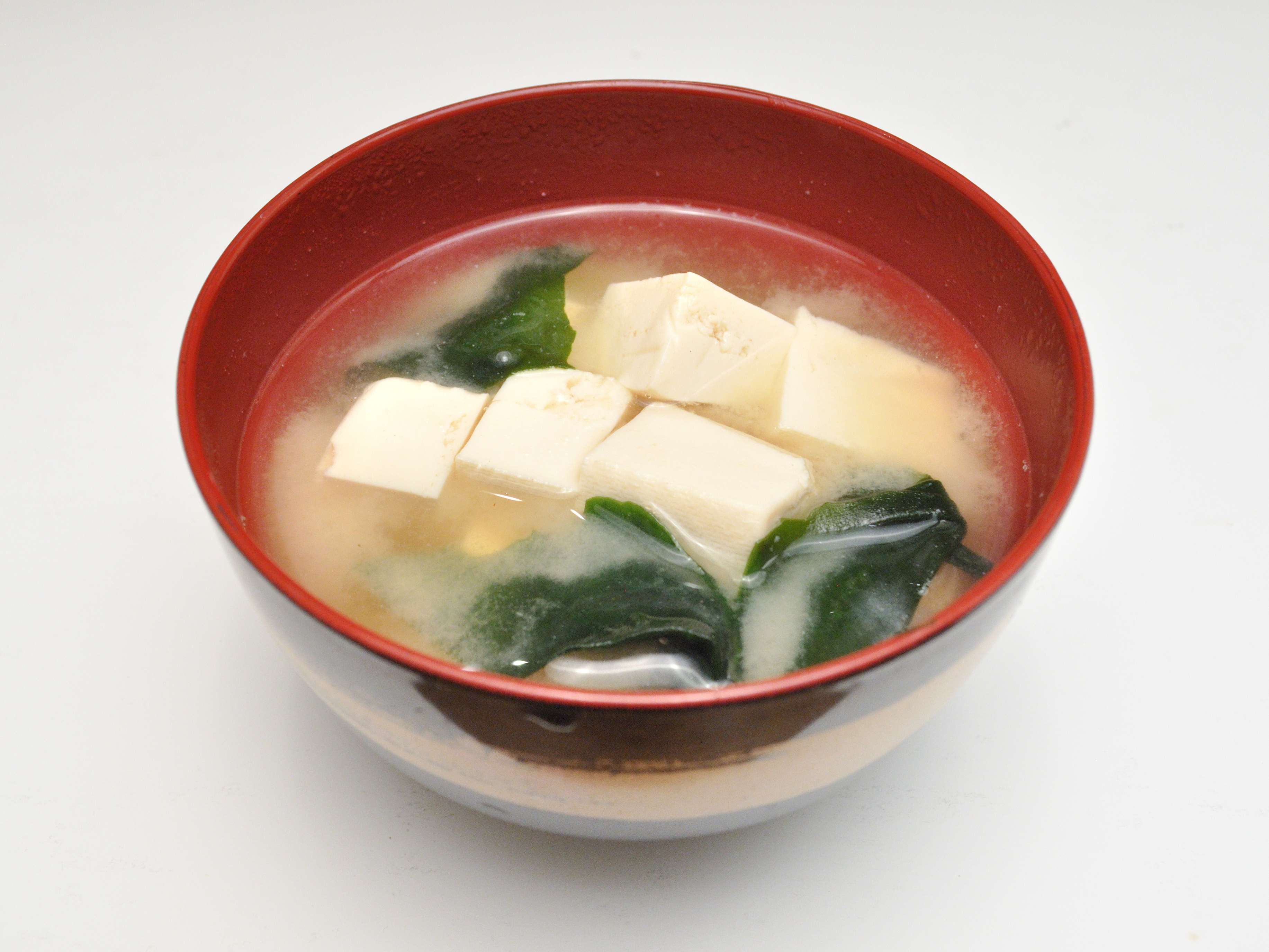
Sopa de miso

La sopa de miso (味噌汁 misoshiru?) es una sopa japonesa preparada a base de un caldo dashi y pasta de miso, que le da nombre. Tiene diferentes ingredientes y preparaciones dependiendo de la región y la temporada en que se haga. Además de la sopa suimono, es uno de los platos principales de la gastronomía de Japón.

## Nombre
En los suburbios de Tokio, esta sopa es llamada omi otsuke, que significa ‘jugo de miso’, nombre proveniente del período Edo. En la región de Kansai, es llamada otsutsu u otsu. Fuera de Japón, en el mundo occidental, es llamada sopa de miso o sopa miso.

## Ingredientes y elaboración
La sopa de miso se compone de dos ingredientes esenciales: dashi, que es la base de la sopa, y miso (pasta aromatizada de soja), que es disuelto en el dashi. Se suelen usar dos tipos distintos de miso: el shiro-miso (blanco, suave y con poca sal) o el aka-miso (rojo, fuerte y salado).
Los ingredientes más habituales en esta sopa son el tofu en forma de cubitos, las algas wakame y cebolleta o puerro. Puede llevar otros ingredientes, como verduras (papas, zanahoria, daikon, repollo, etc.), carnes, pescados o setas.

## Costumbres
Esta sopa es un acompañamiento básico de la gastronomía japonesa que se sirve tanto en desayunos, como en almuerzos y cenas. Nunca se sirve como plato único, y suele acompañar al arroz blanco y a uno o dos platos más. En invierno, suele acompañar a platos fríos como el sushi. Suele tomarse como reconstituyente durante los resfriados. La sopa miso es servida comúnmente en Japón como desayuno, acompañada de arroz blanco.
A la hora de tomarla, es habitual servirla en pequeños cuencos lacados para beberla directamente de ellos sin utilizar cuchara, aunque los ingredientes sólidos se comen con los palillos. Esos cuencos pueden tener una tapa para conservar la temperatura y el sabor de la sopa.

## Variedades
Existen numerosas variedades dependiendo de las regiones de Japón que tienen sus propios ingredientes y tipos de miso. Por ejemplo, en la prefectura de Yamagata es común encontrar miso de crisantemo, especialmente en otoño. Aunque es un plato tradicional muy antiguo, comenzó a consumirse popularmente a partir del período Muromachi (1392-1573). En la cocina Honzen-ryōri, la sopa miso es la sopa principal.

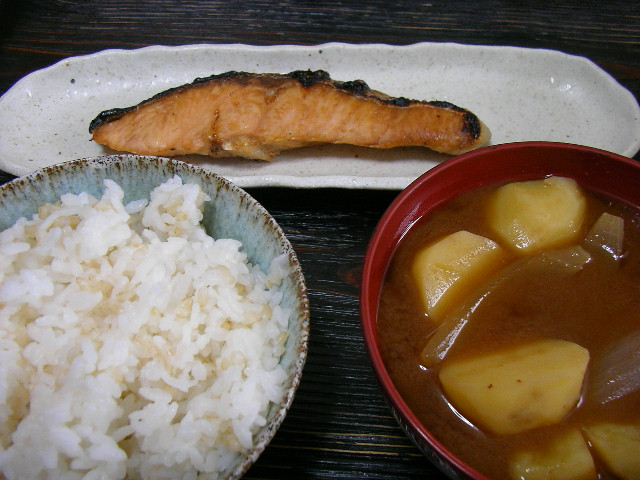
Desayuno japonés: arroz blanco, salmón a la plancha y sopa de miso roja.
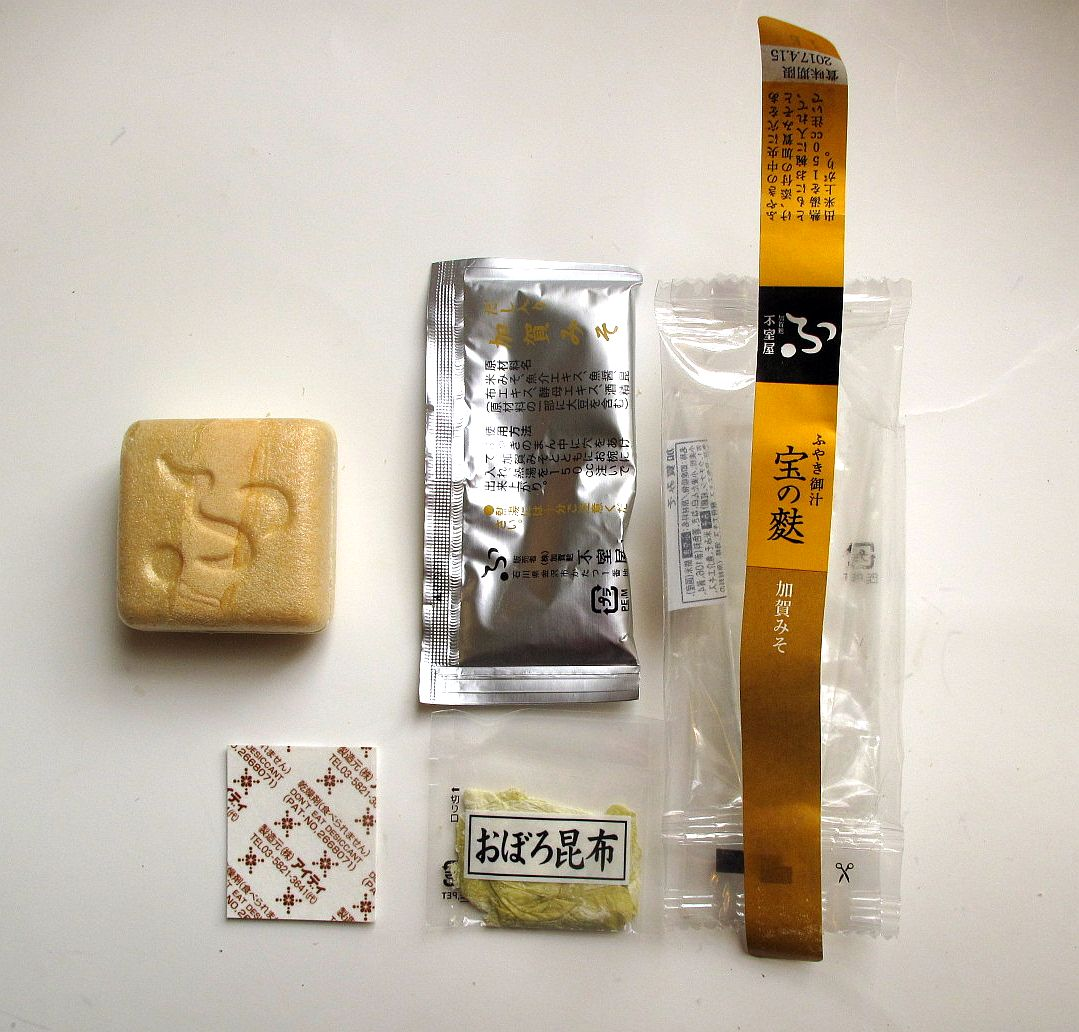
Ingredientes para una sopa miso instantánea
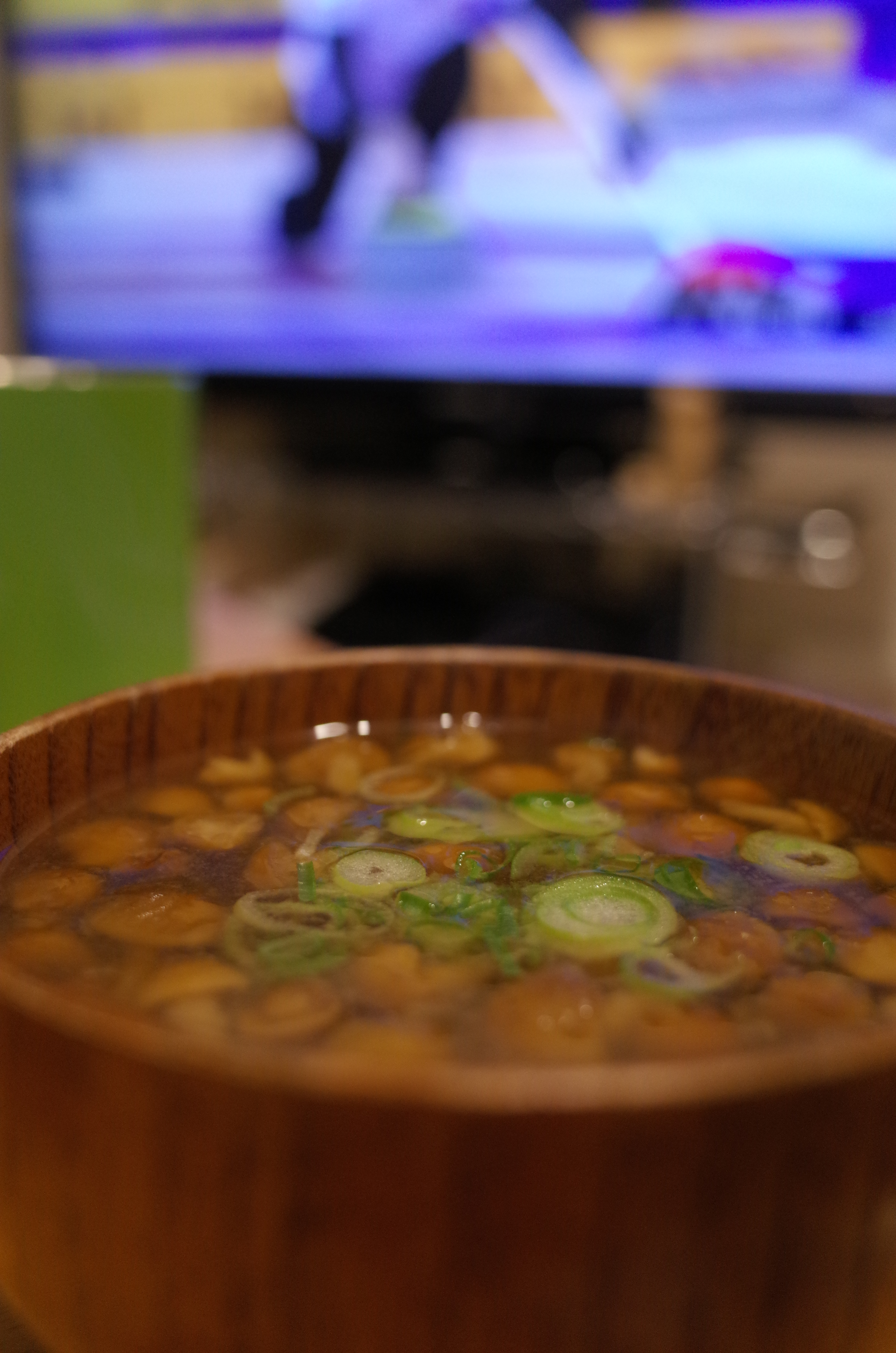
Sopa miso en Kobe